# Evropsko društvo psihologije dela in organizacije
Evropsko društvo psihologije dela in organizacije je organizacija posvečena psihologiji dela, psihologiji organizacije ter kadrovski psihologiji v obliki sodelovanja psiholoških društev iz različnih držav Evrope. Kot cilj ima razvoj akademskih in poklicnih vidikov psihologije dela in organizacije, spodbujanje praktikov in zananstvenikov psihologov na tem področju k medsebojnem in internacionalnem sodelovanju ter obdrževanje ustrezne organiziranosti društva. Poudarja kulturno in lingvistično raznovrstnost Evrope, omogoča pa mednarodno sodelovanje med psihologi dela, organizacije ter kadrvoskimi psihologi. Poleg različnih psiholoških organizacij so člani društva lahko tudi posamezniki, odvisno od kvalifikacij na območju psihologije dela in organizacije. 
Evropsko društvo psihologije dela in organizacije sodeluje z sistemom EuroPsy, s čemer določa zahtevano izobrazbo, kompetence ter dokazila o istih za delo na področju psihologije dela in organizacije. To se kaže v obliki certifikata specializacije psihologije dela in organizacije, ki naj bi bil veljavno dokazilo kompetenc v več Evropskih državah. Čeprav je Društvo psihologov Slovenije član Evropskega društva psihologije dela in organizacije, v državi še vedno ni uveljavljen sistem EuroPsy certifikatov. Ima svojo znanstveno revijo, European Journal of Work and Organizational Psychology ter sodeluje z revijo Organizational Psychology Review.

## Zgodovina
Pred nastankom Evropskega društva psihologije dela in organizacije je potreba za takšnim sodelovanjem strokovnjakov na internacionalni ravni bila že prepoznana. Tako je leta 1983. ustanovljen Evropski kongres psihologije dela in organizacije. EAWOP je nastala na osnovi petega kongresa evropskih psihologov dela in organizacije v Rouenu, Franciji 1991. 
Leta 2003. je EAWOP začelo sodelovanje z Evropsko federacijo psiholoških društev, s katero leta 2005. bo začelo proces določevanja kvalifikacij in kompetenc za delanje na področju psihologije dela in organizacije. To je se je do 2009. oblikovalo v certifikat specializacije psihologije dela in organizacije noter sistema EuroPsy.
Rast organizacije se je pohitil po padu komunizma v vzhodni Evropi ter danes ima veliki vpliv na območje psihologije dela in organizacije v celem svetu. Sicer obstaja šansa za uzpostavljanje globalne organizacije psihologov dela in organizacije v prihodnosti.

## Certifikat specializacije za psihologijo dela in organizacije
Ref 1.  Ref 2.  Ref 3. 

## Predsedniki_ce
- Robert Roe od 1991. do 1995.
- Jose-Maria Peiró do 1997.
- Veronique de Keyser do 2003.
- Nik Chmiel do 2007.
- Franco Fraccaroli do 2009.
- Arnold Bakker do 2013.
- Gudela Grote do 2017.
- Frederik Anseel do 2022.
- Annemarie Hiemstra do 2023.
- Evangelia Demerouti od 2023.[1]

## Člani Evropskega društva psihologije dela in organizacije
- The Order of Psychologists in Albania v Albaniji
- Berufsverband Oesterreichischer PsychologInnen v Avstriji
- Beroepsvereeniging van Organisatie-, Consumenten- en Arbeidspsychologen v Belgiji
- Czech Association of Work and Organizational Psychologists na Češkem
- The Danish Psychological Association na Danskem
- Estonian Union of Work and Organizational Psychologists v Estoniji
- Työ- ja organisaatiopsykologit TOP ry na Finskem
- The French Association Of Work And Organizational Psychology v Franciji
- Section Work, Organization and Business Psychology of the German Society of Psychology (DGPs) (ACADEMIC) Fachgruppe Arbeits-, Organisations- and Wirtschaftspsychologie (AOW) der Deutschen Gesellschaft für Psychologie (DGPs) v Nemčiji
- The Division of Work and Organizational Psychology of the Hellenic Psychological Society (HPS) v Grčiji
- Division of Work and Organizational Psychology (DWOP), Psychological Society of Ireland (PSI) na Irskem
- Društvo psihologov Slovenije v Sloveniji
- AIP (Association of Italian Psychology) v Italiji
- Società Italiana di Psicologia del Lavoro e dell'Organizzazione (SIPLO) v Italiji
- Latvian Society of Industrial and Organizational Psychology (LSIOP) v Latviji
- Lithuanian Association Of Applied Psychology v Litvi
- Lithuanian Psychological Association – Organizational Psychology Commitee v Litvi
- The Norwegian Psychological Association (NPA) v Norveški
- Polish Association Of Organizational Psychology (PAOP) na Poljskem
- The Order of Portuguese Psychologists (OPP) v Portugalski
- Asociatia de Psihologie Industriala si Organizationala (APIO) Romanian Industrial and Organizational Psychology Association v Romuniji
- Serbian Psychological Society (SPS) v Srbiji
- Consejo General de Colegios Oficiales de Psicólogos (COP) - Spanish Psychological Association v Španiji
- National Association for Work and Organizational Psychologists na Švedskem
- Sveriges psykologförbund na Švedskem
- Schweizerische Gesellschaft für Arbeits- und Organisationspsychologie (SGAOP) v Švici
- Nederlands Instituut van Psychologen (NIP) v Nizozemski
- Werkgemeenschap van Onderzoekers in de Arbeids- & Organisatiepsycholoie (WAOP) v Nizozemski
- Turkish Psychological Association (TPA) v Turčiji
- Ukrainian Association of Organizational and Work Psychologists (UAOWP) v Ukrajini
- The British Psychological Society (Division of Occupational Psychology, DOP) v Združenem Kraljevstvu[1]